# Omloop Het Volk 1989
L'Omloop Het Volk 1989, quarantatreesima edizione della corsa, si svolse il 4 marzo per un percorso di 244 km, con partenza ed arrivo a Sint-Amandsberg. Fu vinto dal belga Étienne De Wilde della squadra Histor-Sigma davanti all'irlandese Sean Kelly e al tedesco occidentale Remig Stumpf.

## Ordine d'arrivo (Top 10)
| Pos. | Corridore           | Squadra              | Tempo    |
| ---- | ------------------- | -------------------- | -------- |
| 1    | Étienne De Wilde    | Histor-Sigma         | 6h46'00" |
| 2    | Sean Kelly          | PDM-Ultima-Concorde  | a 5"     |
| 3    | Remig Stumpf        | Toshiba              | s.t.     |
| 4    | Jean-Claude Colotti | R.M.O.               | s.t.     |
| 5    | Eric Vanderaerden   | Panasonic-Isostar    | s.t.     |
| 6    | Othmar Häfliger     | Helvetia-La Suisse   | s.t.     |
| 7    | Steve Bauer         | Helvetia-La Suisse   | s.t.     |
| 8    | Ludo Peeters        | Caja Rural-Paternina | s.t.     |
| 9    | Ad Wijnands         | Domex-Weinmann       | s.t.     |
| 10   | Patrick Verschueren | Lotto-Vitus          | s.t.     |